# The Spider Returns

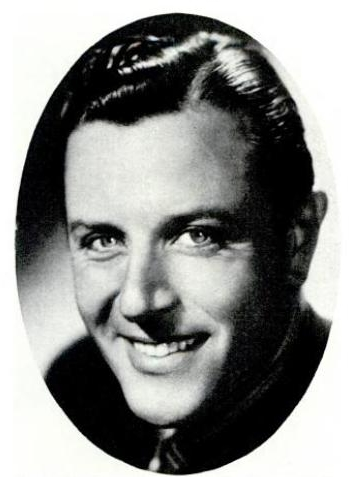
Warren Hull, que interpreta The Spider nos dois seriados da Columbia Pictures.

The Spider Returns (bra: A Volta do Aranha Negra) é um seriado estadunidense de 1941, gênero policial, dirigido por James W. Horne, em 15 capítulos, estrelado por Warren Hull, Mary Ainslee e Dave O'Brien. Foi produzido e distribuído pela Columbia Pictures, e veiculou nos cinemas estadunidenses a partir de 9 de maio de 1941.
Foi baseado no personagem das revistas pulp, The Spider. Foi o 14º entre os 57 seriados produzidos pela Columbia Pictures, e a seqüência do seriado de 1938, The Spider's Web. O primeiro episódio tem a duração de 32, e os demais de 17 minutos.

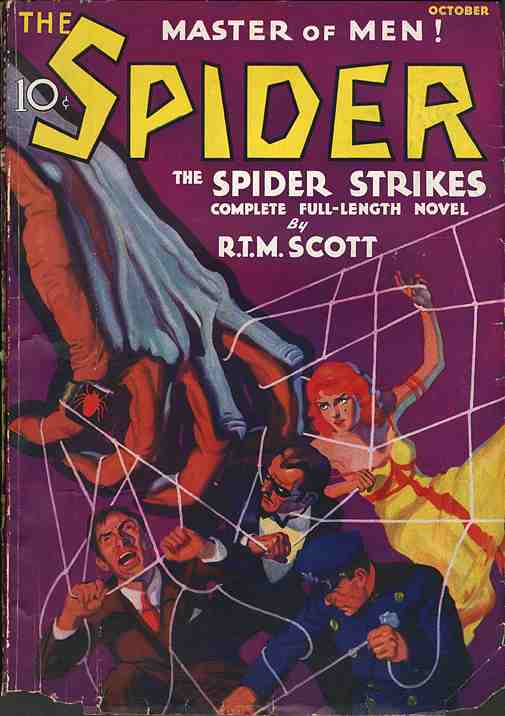
A revista pulp “The Spider” (na ilustração, a capa de outubro de 1933), que apresenta o personagem The Spider, uma criação questionada entre Henry "Harry" Steeger, Reginald Thomas Maitland Scott (conforme ilustração), e Norvell Page. Algumas fontes citam Norwell Page como criador do personagem, porém há um amplo questionamento sobre tal criação.

## Elenco
- Warren Hull como The Spider, a identidade secreta de Richard Wentworth, e Blinky McQuade
- Mary Ainslee como Nita Van Sloan, noiva de Richard Wentworth
- Dave O'Brien como Jackson, assistente de Wentworth
- Joseph W. Girard como Comissário de Polícia Kirk
- Kenneth Duncan como Ram Singh
- Corbet Harris como McLeod
- Bryant Washburn como Westfall
- Charles F. Miller como Mr. Van Sloan
- Anthony Warde como Trigger
- Harry Harvey como Stephan
- Forrest Taylor (não-creditado) Voz do “Gárgula”
- Tom London como Detetive (não-creditado)
- Jack Mulhall como Detetive Farrell (Caps. 13, 14, 15)
- Jack Perrin (cap. 3, não-creditado)
- George Chesebro	como	Capanga (não-creditado)
- Lane Chandler como Homem do laboratório (não-creditado, cap. 14)

## Produção

### Dublês
- Chuck Hamilton
- George Magrill
- Ken Terrell
- Dale Van Sickel

## Capítulos
1. The Stolen Plans
2. The Fatal Time-Bomb
3. The Secret Meeting
4. The Smoke Dream
5. The Gargoyle's Trail
6. The X-Ray Eye
7. The Radio Boomerang
8. The Mysterious Message
9. The Cup of Doom
10. The X-Ray Belt
11. Lips Sealed by Murder
12. A Money Bomb
13. Almost a Confession
14. Suspicious Telegrams
15. The Payoff

Fonte: